# 岩崎昶
岩崎 昶（いわさき あきら、1903年11月18日 - 1981年9月16日）は、日本の映画評論家で映画製作者、ドイツ文学者。
啓蒙的批評家の一人であり左翼陣営の戦闘的映画人と目される。スポーツマンで良き家庭人であったという。
息子に学習院大学文学部フランス語圏文化学科名誉教授の岩崎浩がいる。

## 来歴・人物
東京生まれ。東京府立一中から第一高等学校 (旧制)を経て、東京帝国大学独文科在学当時よりシナリオや独映画の評論を書いている。後の東宝社長である森岩雄は、この早熟の青年を気に入り日活の企画会議「金曜会」の助手として傍においていた。
1927年に大学を卒業すると洋画の輸入会社、田口商店に勤めるが、そこで独の大手製作会社ウーファの代理人であった川喜多長政と邂逅する。戦後、映画文化最大の保護者となる川喜多一家との交流は著作「映画が若かったとき」に詳しい。
佐々元十の熱心な誘いでプロレタリア映画運動に加わり、1929年日本プロレタリア映画同盟（プロキノ）に参加する。1934年に当局の圧力により解散させられた時に委員長であった岩崎は翌年上海に渡る。岩崎の映画批評を魯迅が翻訳した事が契機とされているがこの大陸行きについては幾つかの謎は残っている。
1940年1月、唯物論研究会事件で治安維持法による逮捕、未決勾留の蒸し返しのまま翌年2月に釈放。この際に転向したとされるが、この事件は国家統制を目的とした映画法に岩崎がただ一人だけ反対したことにより懲罰的に拘禁したという事実が隠されている。かつての左翼陣営の英雄児に映画界が背を向けた中で満州映画協会の根岸寛一は甘粕正彦の許可を得た上で東京支社の嘱託として迎えている。岩崎は生涯の恩人として甘粕と根岸への敬意を持ち続けたという。
1946年に日本映画社の製作部長に就任したが「日本の悲劇」、「Effects of the Atomic Bombs」の製作にたずさわった事が今度はGHQの実質的なパージにかかる。1950年、独立プロの新星映画社を今井正、山本薩夫、山形雄策らと作り「どっこい生きてる」「真空地帯」「ここに泉あり」などで日本映画の良心を守り続けた。
大映画人である根岸寛一を敬愛した事は尋常でなく没後に伝記を書いているが、満映で同じ釜の飯を食ったマキノ満男については肌合いがあわなかったのか大著「映画史」(東洋経済新報社)ではそっけない。根岸を「生涯において肩書きを持たなかった男」としているが岩崎自身もこの評に当てはまる面がある。
文京区立小石川図書館で月に1度、映画の前説（上映前の解説）を続け、これをまとめたのが『映画の前説』である。没後は佐藤忠男が引き継いだ。
1988年、アニメ映画『AKIRA』を監督した大友克洋は、製作費10億円の映画を監督するにはキャリアが足りないのではという質問に「岩崎昶とセルゲイ・エイゼンシュテインは読みましたから」と答えている。70年代の必読書(岩波新書の『映画の理論』など)が顧みられず感覚派の映画批評が世間で幅を利かせる風潮へのアイロニーであった。

## 著書（共著を含む）
- 『映画芸術史』（世界社、1930年）
- 『映画と資本主義』（往来社、1931年）
- 『プロレタリア映画の知識』（内外社、1932年）
- 『映画論』（三笠書房、1936年）
- 『映画の芸術』（協和書院、1936年）
- 『映画芸術概論』（成美堂、1937年）
- 『映画と現実』（春陽堂書店、1939年）
- 『日本の映画』（日本民主主義文化連盟、1948年）
- 『映画・こうして作られる』（同友社、1949年）
- 『映画芸術概論』（政治教育協会［国民大学文庫］、1949年）
- 『映画論』（三笠書房、1949年）
- 『映画芸術の歴史』（世界評論社、1949年）
- 『世界映画史』（白揚社、1950年）
- 『映画スター小史』（自由国民社、1951年）
- 『目でみる世界の名作映画』（月曜書房、1951年）
- 『世界映画の鑑賞』（双竜社、1951年）※北川冬彦と共編
- 『新しい映画の見方』（三笠書房［三笠新書］、1952年）
- 『世界映画スター小史』（河出書房［市民文庫］、1953年）
- 『映画百科事典』（白揚社、1954年）
- 『映画の理論』（岩波新書、1956年）
- 『日本映画作家論』（中央公論社、1958年）
- 『映画芸術の歴史』（三笠書房、1958年）
- 『現代日本の映画 その思想と風俗』（中央公論社、1958年）
- 『映画史』（東洋経済新報社、1961年）
- 『現代の映画』（朝日新聞社、1965年）
- 『根岸寛一』（根岸寛一伝刊行会、1969年）
- 『現代映画芸術』（岩波新書、1971年）
- 『チャーリー・チャップリン』（講談社現代新書、1973年）
- 『映画に見る戦後世相史』（新日本出版社［新日本選書］、1973年）
- 『ヒトラーと映画』（朝日新聞社出版局［朝日選書］、1975年／2003年）
- 『占領されたスクリーン わが戦後史』（新日本出版社、1975年）
- 『日本映画私史』（朝日新聞社、1977年）
- 『映画が若かったとき 明治・大正・昭和三代の記憶』（平凡社、1980年）
- 『映画の前説』（合同出版、1981年）
- 『根岸寛一 伝記・根岸寛一』（大空社、1998年）
- 『映画は救えるか 岩崎昶遺稿集』（作品社、2003年）

## 翻訳書
- イリヤ・エレンブルク『これが映画だ　夢の工場』（往来社、1933年）
- J・H・ロースン『ホリウッドの内幕』（新評論社、1955年）
- J・H・ロースン『劇作とシナリオ創作　その方法と理論』（岩波書店、1958年）
- セルマ・ニクロース、ピーター・コーツ『チャーリー・チャップリン』（中央公論社、1957年／［中央公論文庫］、1959年）
- ポール・ロブスン『ここに私は立つ　アメリカ黒人歌手の自伝』（光文社［カッパ・ブックス］、1959年）
- J・H・ロースン『映画芸術論』（岩波書店、1967年）
- D.W.W.コンデ『CIA黒書』（労働旬報社、1968年）
- エリック・バーナウ『映像の帝国　アメリカ・テレビ現代史』（サイマル出版会、1973年）

## 受賞歴
- 1975年 - 日本映画ペンクラブ賞（著書「ヒトラーと映画」「占領されたスクリーン」）[3]